# Carlskottsbergia
Carlskottsbergia, monotipski rod crvenih algi iz porodice Mesophyllumaceae opisan 2017. godine. Jedina vrsta je morska alga C. antarctica.

## Sinonimi
- Melobesia verrucata var. antarctica J.D.Hooker & Harvey 1847
- Melobesia antarctica (J.D.Hooker & Harvey) J.D.Hooker & Harvey 1849
- Lithophyllum antarcticum (J.D.Hooker & Harvey) Rosanoff 1866
- Lithothamnion antarcticum (J.D.Hooker & Harvey) Heydrich 1901